# Martos Ferenc (bányamérnök)
Martos Ferenc, 1952-ig Mayer Ferenc (Temesvár, 1918. március 27. – Budapest, 1989. november 14.) magyar bányamérnök, egyetemi tanár, a műszaki tudományok doktora, a Magyar Tudományos Akadémia rendes tagja. A bányaműveléstanon belül a magyarországi bányabiztonság (bányakártan) iskolateremtő alakja volt, jelentős eredményeket ért el az egyes fejtési módok kőzetmechanikai vizsgálata, a fejtési biztosítószerkezetek fejlesztése terén. 1966 és 1979 között a Bányászati Kutatóintézet igazgatója volt.

## Életútja
A Temesvári Piarista Gimnázium elvégzését követően egyetemi tanulmányait a Bukaresti Műszaki Egyetem (PBU) építészmérnöki karán kezdte meg 1937-ben, majd 1938-tól 1942-ig a Temesvári Műszaki Egyetem bánya- és kohómérnöki karának hallgatója volt. Mielőtt oklevelét megszerezte volna, 1942-től a Petrozsényi Román Kőszénbánya Rt. alkalmazásában, a Zsil-völgyi Petrilla szénelőkészítő telepén töltötte gyakornoki idejét. 1943 januárjától mérnöki beosztásban folytatta munkáját Petrillában mint a központi aknaüzem helyettes körletvezetője. 1943 márciusában a temesvári műegyetemen megszerezte bányamérnöki oklevelét, júniusban a romániai sorkatonai szolgálat elől a magyar fennhatóság alatt álló Észak-Erdélybe szökött. 1943–1944-ben a Szilágysági Szénbányák Rt. sarmasági lignittelepén dolgozott mérnökként, 1944 januárjától üzemvezető mérnökként. 1944 végén egy útja során az ostromlott Budapesten ragadt, s – dacára annak, hogy polgári személy volt – 1945 márciusában szovjet hadifogságba esett. Megjárta a gödöllői, ceglédi, foksányi hadifogolytáborokat, végül 1945 májusában a Moszkva melletti Ljublino faluba, majd Krasznogorszkba került, ahol lakatosként és műszaki rajzolóként foglalkoztatták. A hadifogságból 1947 decemberében tért haza. 
1948 januárjától a Magyar Állami Szénbányák (MÁSZ) Rt. elnöki titkárságán, majd ellenőrzési osztályán alkalmazták műszaki revizorként. Munkahelye az ezt követő években minisztériumi irányítás alá került, szervezetileg többször átalakult, de Martos 1951 novemberéig itt folytatta a munkát: 1948 októberétől a Nehézipari Minisztérium Szénbányászati Igazgatóságává átalakított MÁSZ terv-, illetve beruházási csoportjának volt a vezetője, 1949–1950-ben a Nehézipari Minisztérium műszaki fejlesztési osztályát vezette, majd 1951-ben rövid időre a Bánya- és Energiaügyi Minisztérium szénbányászati főosztályán dolgozott főmérnökként. 1951-től 1954-ig akadémiai aspirantúráját töltötte a Szénbányászati Ipari Központi Kutatólaboratóriumnál – a későbbi Bányászati Kutatóintézetnél (BKI) –, majd ennek befejeztével, 1955 februárjában kinevezték a bányaművelési osztály, 1964-ben a bányászati főosztály vezetőjévé. 1966 augusztusától 1979-ig igazgatóként irányította a kutatóintézet munkáját. Miután 1979-ben a BKI szervezetileg átalakult, és Központi Bányászati Fejlesztési Intézet néven működött tovább, még 1980-ig ellátta a kutatási főigazgató-helyettesi feladatokat.
Tisztviselői és kutatóintézeti pályájával párhuzamosan 1952–1953-ban a miskolci Nehézipari Műszaki Egyetem (NME) budapesti bányamérnöki karán volt a bányaműveléstan előadó tanára. 1959 után az NME miskolci kampuszában adott elő műszaki földtant, 1961 után pedig bányakártant, 1963-tól címzetes docensként.

## Munkássága
Fő kutatási területe a bányaműveléstan volt, behatóan foglalkozott a fejtési módok és technológiák rendszerezésével, fejlesztésével, emellett iskolateremtő alakja volt a korszerű magyarországi bányabiztonsági és bányakártani tanulmányoknak. A fejtési eljárások, különösen az aláfejtés kőzetmechanikai és biztosítási vonatkozásait kismintakísérleteken keresztül tanulmányozva kidolgozta a külszíni kőzettartományok elmozdulásának meghatározására alkalmazható matematikai és geometriai alapú számítást, bevezette a süllyedési teknő Martos-féle számítási egyenletét. A fejtési eljárások területén közreműködött a frontfejtés, az iszaptömedékeléses szeletes fejtés, a föld alatti nagyrobbantások, a rétegrepesztéses kőolajbányászat korszerűsítésében, nevéhez fűződik a bányabiztonságot szolgáló fejtési páncélpajzsok elméleti alapjainak kidolgozása és gyakorlati megvalósítása. Hozzájárult a bányák vízvédelmi eljárásainak fejlesztéséhez (pl. védőpillér-méretezés), kidolgozta a bányaművelés környezeti hatásmechanizmusának felmérésére alkalmas vizsgálati módszerek elméleti és gyakorlati alapjait.
Pályája során könyvei, egyetemi tankönyvei mellett mintegy 180 tanulmánya, cikke jelent meg, emellett három bányaművelési szabadalom fűződik a nevéhez. Főszerkesztője volt a Geonómia és Bányászat, az Acta Geodaetica, Geophysica et Montanistica című szakfolyóiratoknak, szerkesztőbizottsági tagja a Magyar Tudománynak.

### Szervezeti tagságai és elismerései
1973-ban a Magyar Tudományos Akadémia levelező, 1979-ben rendes tagjává választották, 1976-tól 1985-ig az MTA X. Föld- és Bányászati Tudományok Osztályának elnöki tisztét látta el. Az Országos Bányászati és Kohászati Egyesületnek 1949-től tagja, 1954-től 1960-ig főtitkára, 1966-tól 1976-ig alelnöke volt. Az egyesület tiszteleti tagjai sorába is választotta, akárcsak a Magyar Földrajzi Társaság. 1958-ban részt vett a Nemzetközi Kőzetmechanikai Iroda (IBG) megalapításában, 1988-ban a Bányászati Világkongresszusokat Szervező Nemzetközi Bizottság (IOC/WMC) tiszteleti tagjává választották.
Tudományos eredményei elismeréseként 1960-ban Mikoviny Sámuel-emlékérmet kapott, de emellett kitüntetettje volt a MTESZ-díjnak, az NDK Kammer der Technik elismerésének és a lengyel Bolesław Krupiński-díjnak.

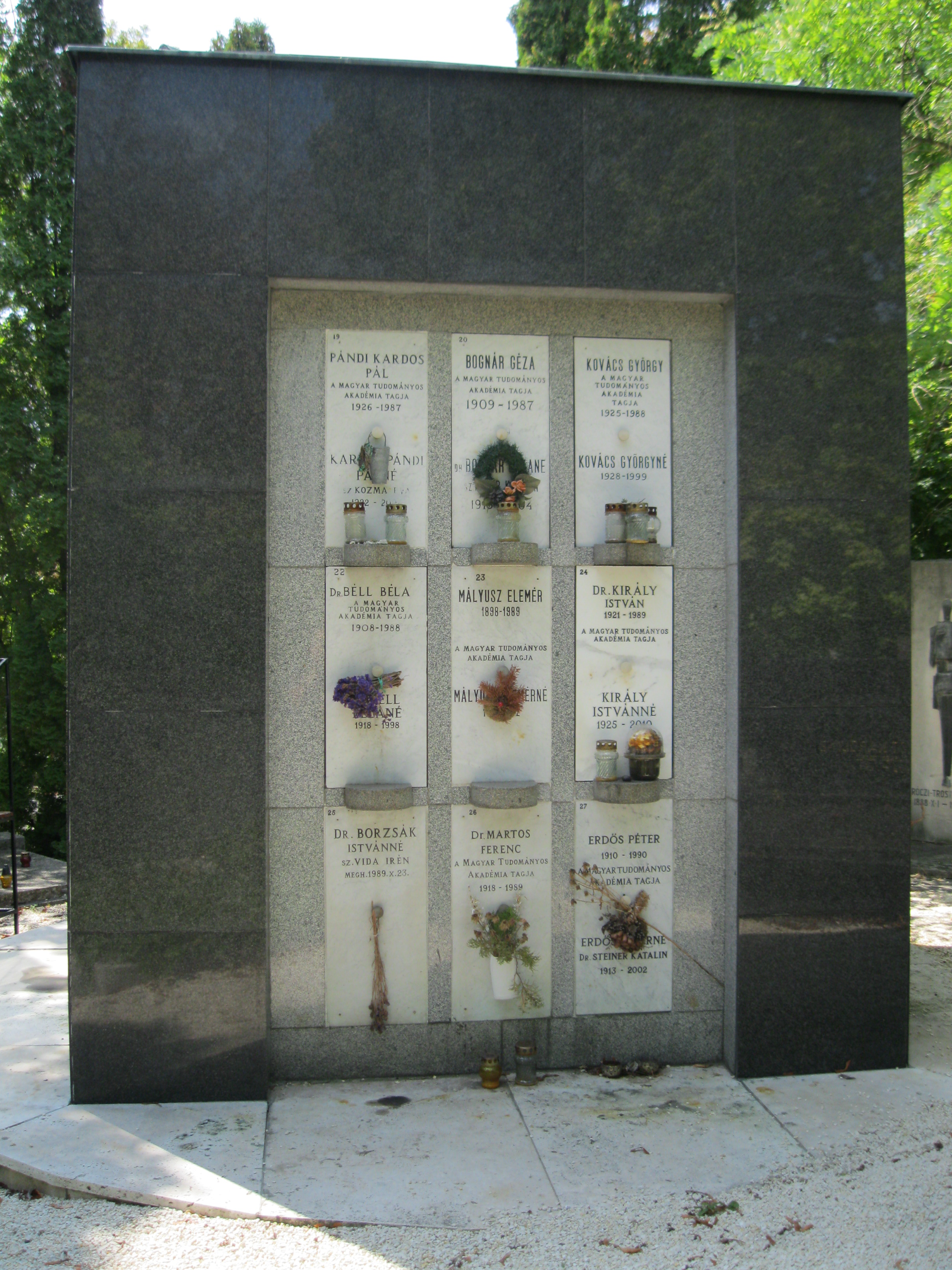
Urnája a Farkasréti temetőben

### Főbb művei
- A telepsík dőlésszögének befolyása a külszín elmozdulására. Budapest: Bányászati Kutató Intézet. 1955.
- Bányászati műveletek hatása a külszínre. Budapest: Mérnöki Továbbképző Intézet. 1955.
- Bányászati műveletek külszíni hatásának közelítő meghatározása. Budapest: Felsőoktatási Jegyzetellátó. 1959.
- Bányászati fejtésmódok. Budapest: Műszaki. 1963.   (Bese Józseffel és Pantó Dénessel)
- Bányakártan. Budapest: Tankönyvkiadó. 1963.
- Vízveszély és vízgazdálkodás a bányászatban. Budapest: Műszaki. 1975.